# Joseph DeCamp
Joseph Rodefer DeCamp (Cincinnati, 5 novembre 1858 – Boca Grande, 11 febbraio 1923) è stato un pittore impressionista statunitense.
Fu uno dei "Ten American Painters".

## Biografia
Joseph Rodefer DeCamp nacque a Cincinnati, nello Stato dell'Ohio. Studiò arti plastiche con Frank Duveneck sino al 1875 quando, assieme a quest'ultimo e ad alcuni compagni di studio, partì per l'Europa alla volta dell'Accademia reale di Monaco di Baviera. Si trattenne poi in Italia, soggiornando in particolare a Firenze sino al 1883.

Rientrato in America si stabilì a Boston, dove divenne in seguito membro della "Boston School", che era diretta allora da Edmund Tarbell e da 
Otto Grundmann.
Succedendo a Thomas Hovenden, che morì improvvisamente nel 1895, DeCamp fu nominato docente presso la "Pennsylvania Academy of the Fine Arts" di Filadelfia, ma dopo un solo anno lasciò l'incarico per ragioni di salute. Dal 1903 sino alla sua morte fu un membro della "Massachusetts Normal Art School" (oggi "Massachusetts College of Art and Design"), insegnando ritrattistica e pittura da modelli viventi. Insegnò anche pittura nella "School of the Museum of Fine Arts" di Boston.
Fra i suoi allievi vi fu, in particolare, Gertrude Nason.
Nel 1891 DeCamp sposò Edith Franklin Baker (1868-1955). La coppia ebbe quattro figli: Sarah, detta "Sally" (1892-1973), Theodore, detto "Ted" (1894-1955), Lydia (1896-1974) e Pauline (1899-?). Tutti i membri della sua famiglia funsero da modelli in numerosi suoi dipinti.
DeCamp si dedicò quasi interamente ai ritratti e, a partire dal 1890, adottò la tecnica del tonalismo.
Nel 1897 fu uno dei fondatori del gruppo di pittori americani impressionisti chiamato "Ten American Painters", o "I dieci".

Purtroppo nel 1904 un incendio nel suo studio distrusse quasi un centinaio dei suoi più recenti lavori, inclusi quasi tutti i suoi paesaggi.
Joseph DeCamp morì nel 1923 durante un soggiorno in Florida, a Boca Grande. Aveva 65 anni.

## Galleria d'immagini

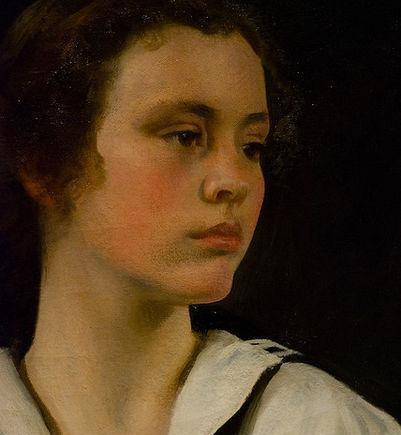
Sally
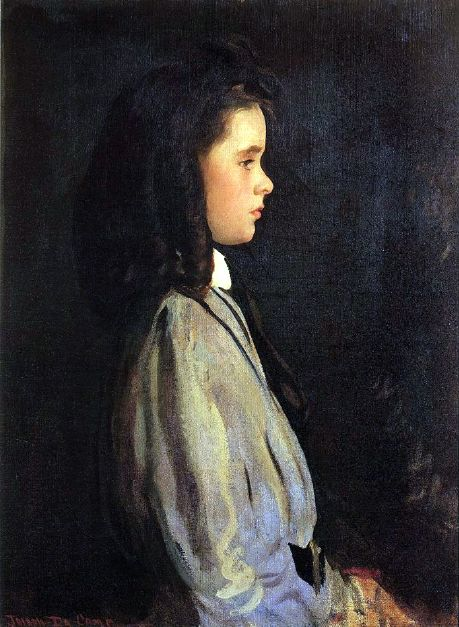
Pauline
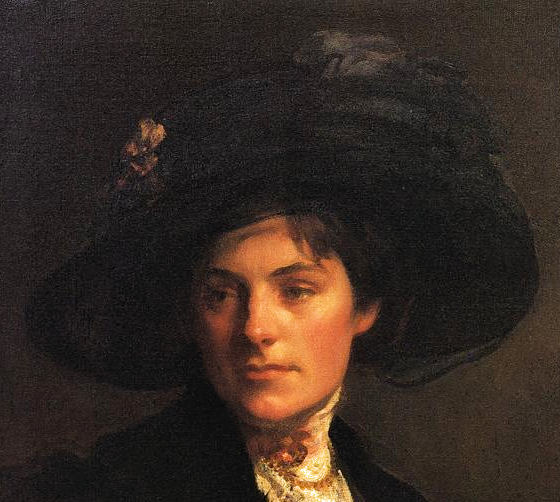
La giacca di pelliccia
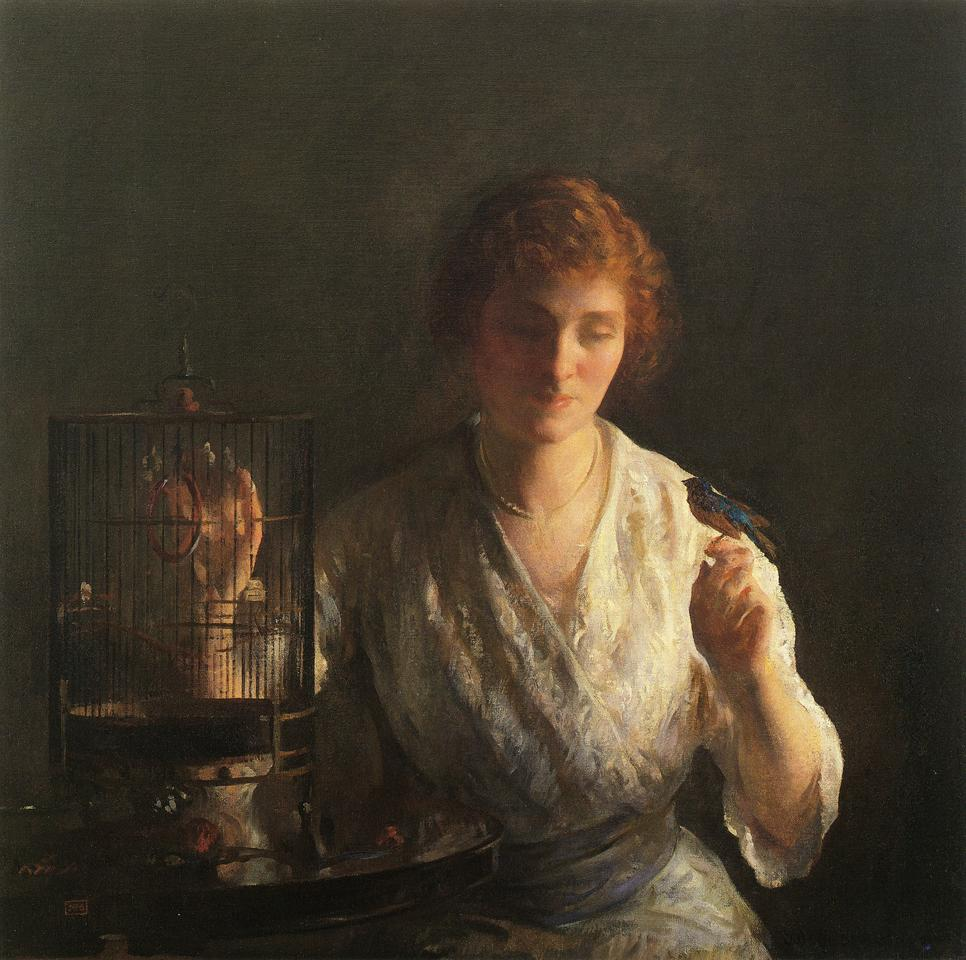
L'uccellino blu
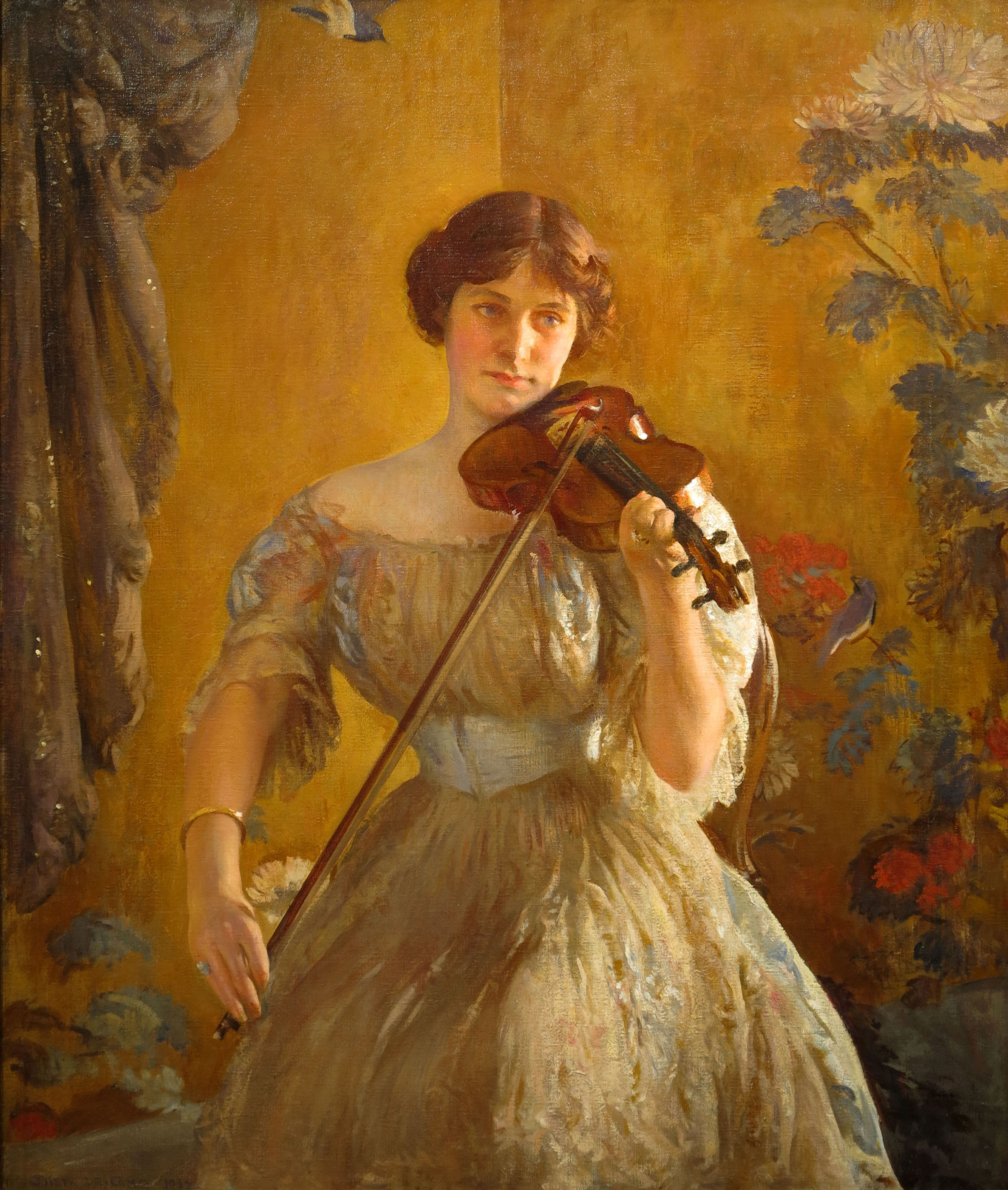
La Sonata a Kreutzer
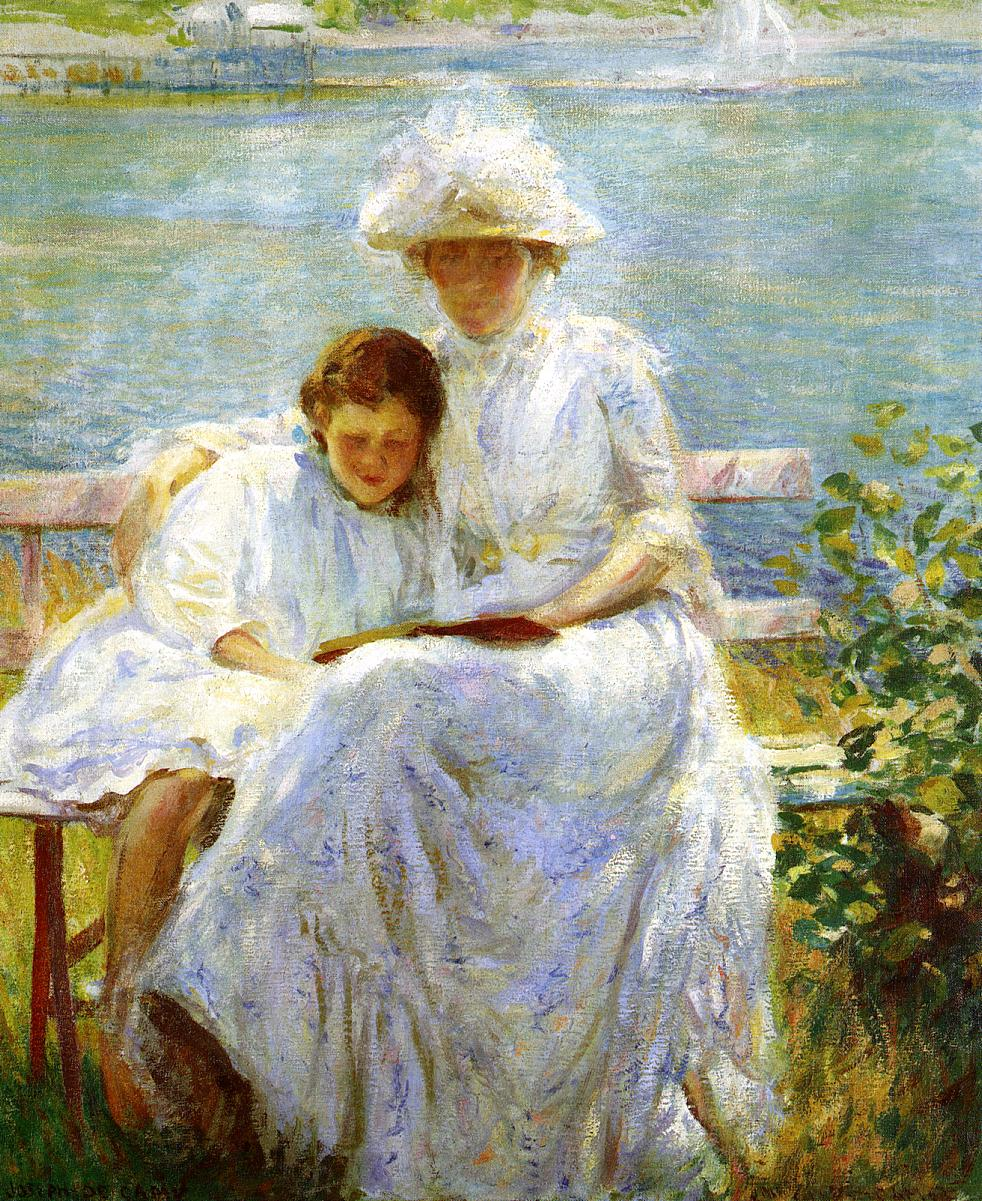
Sole di Giugno
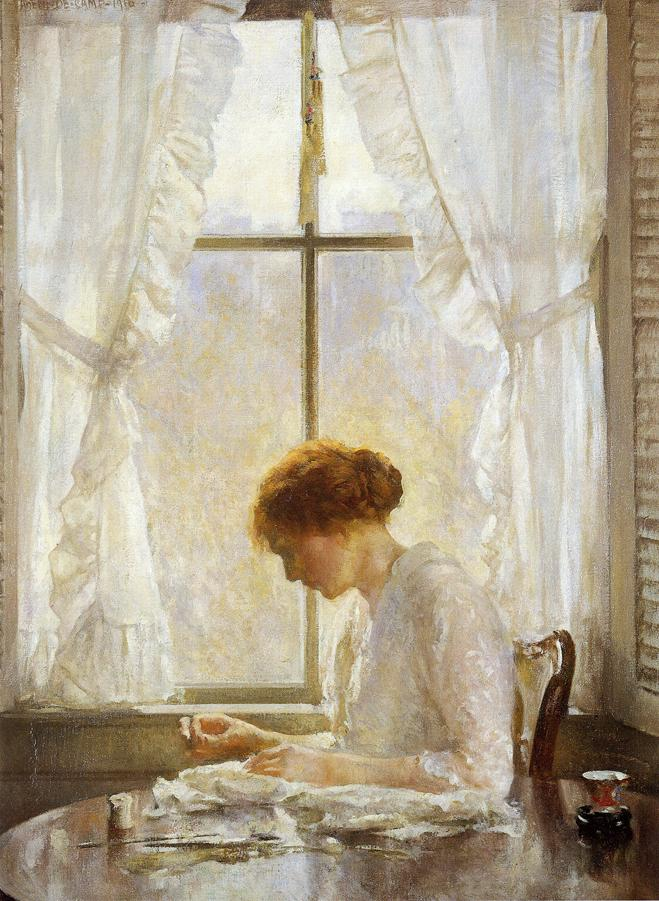
La sartina
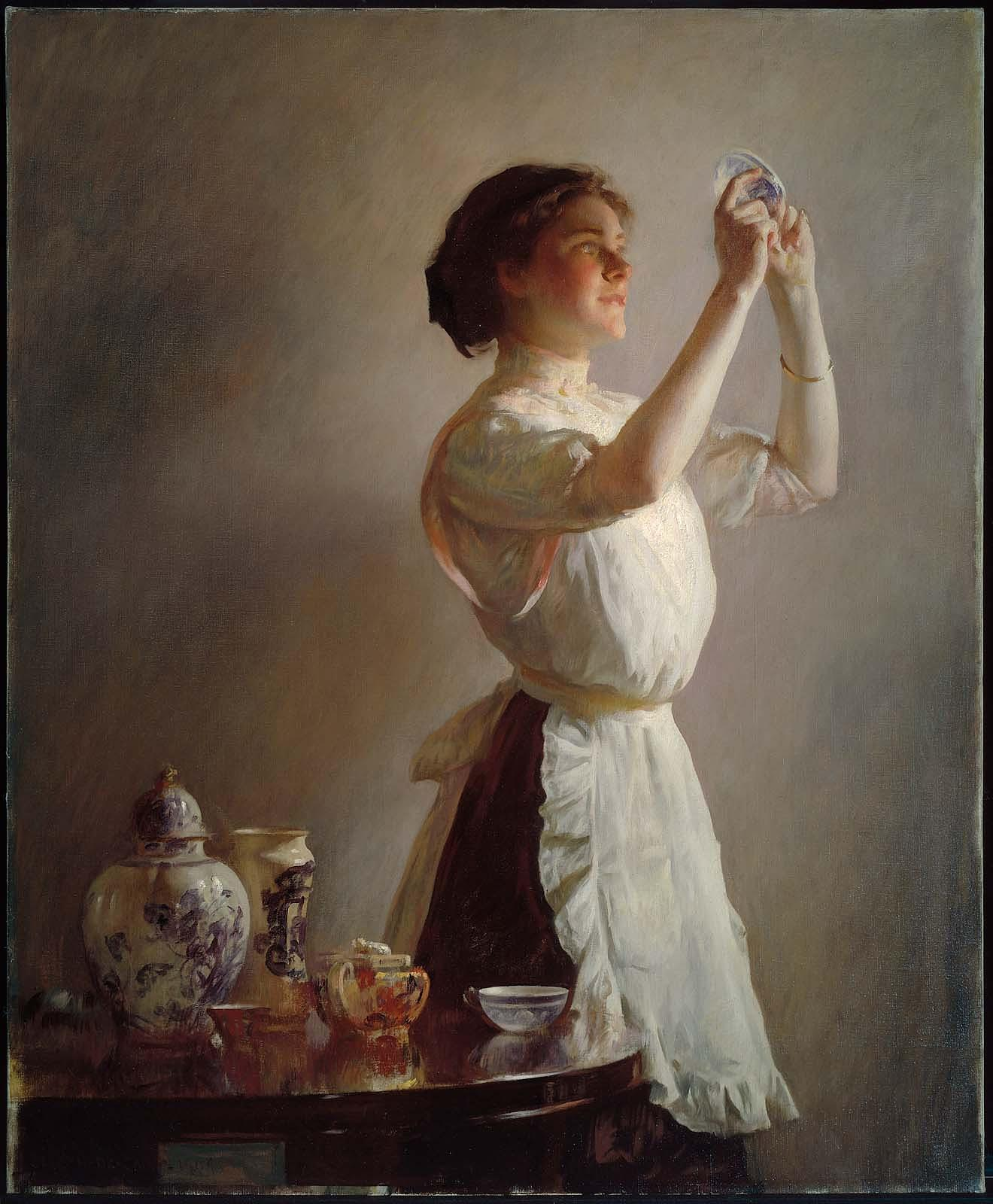
La tazza blu
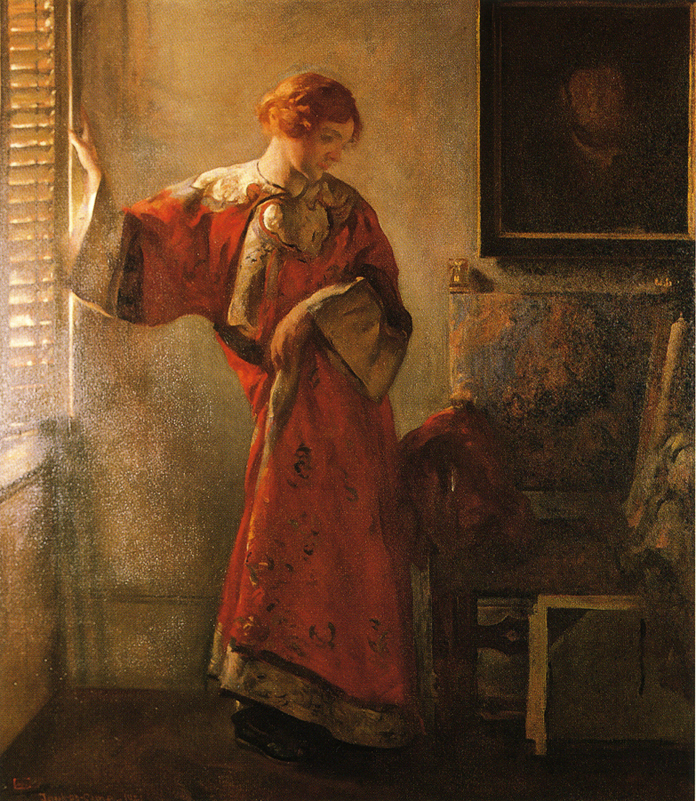
La finestra chiusa
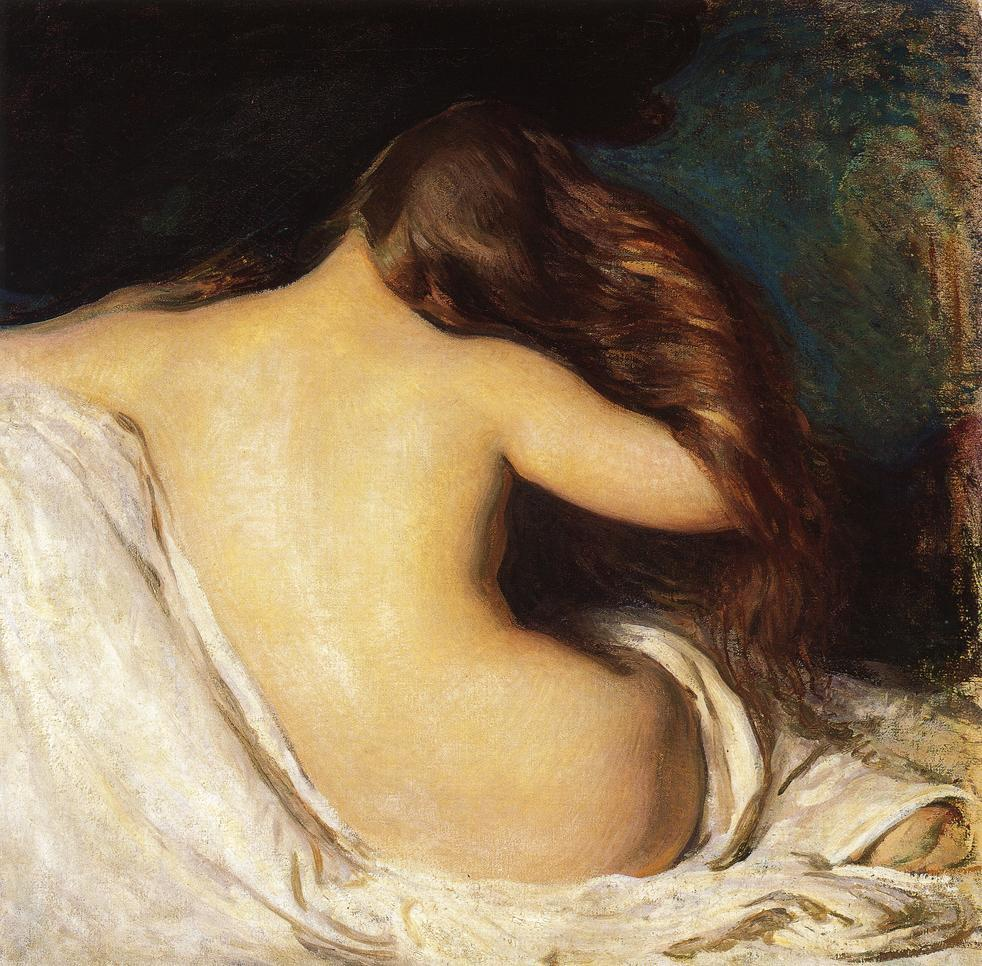
Donna che si asciuga i capelli